# Massacre de Maiduguri
Le massacre de Maiduguri a lieu le 1er novembre 2012 pendant l'insurrection de Boko Haram.

## Déroulement
Le 1er novembre 2012, des militaires nigérians massacrent des dizaines de jeunes hommes dans plusieurs quartiers de Maiduguri. Un habitant du quartier de Kalari déclare : « Les soldats sont arrivés, nombreux, et nous on[t] demandé de sortir. Ils ont séparé les jeunes des vieux, ils ont demandé à nos enfants de s'allonger, le visage contre le sol, et ils nous ont demandé de nous retourner. Puis on a entendu des coups de feu. Il les ont abattus et ils les ont emmenés à la morgue, (...) ils ont fait pareil dans trois autres quartiers, nous sommes allés à la morgue pour collecter les corps, et nous en avons trouvé 48 en tout. »
Un autre habitant, du quartier de Gwange, déclare : « C'était comme dans un film, (...) ils ont pris les jeunes hommes dans leurs maisons et ils les ont abattus devant tout le monde avant d'emmener les corps à l'hôpital. Je n'avais jamais rien vu de tel. »
D'autres massacres ont lieu dans les quartiers de Sabon Lamba et de Gomboru selon des témoignages. La plupart des victimes étaient âgées d'une vingtaine d'années.
Contacté le lendemain des tueries par l'Agence France-Presse, un employé de la morgue de l'hôpital général de Maiduguri déclare que l'établissement « a reçu 39 corps hier, amenés par des soldats. Ils portent tous des blessures récentes de balles. »